# Четыре Небесных Царя

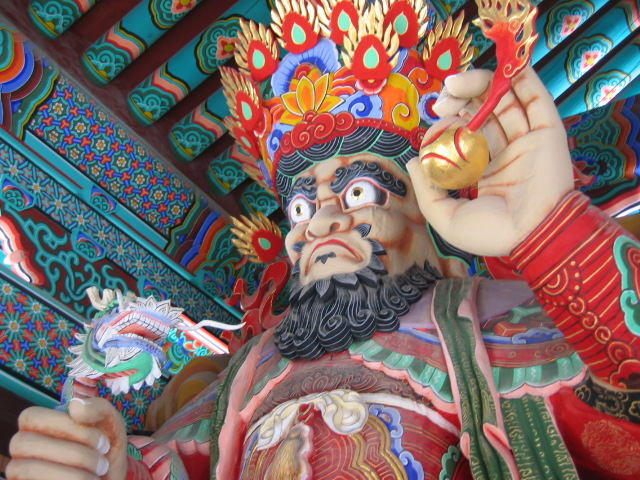
Статуя Кванмок Чхонвана в корейском храме

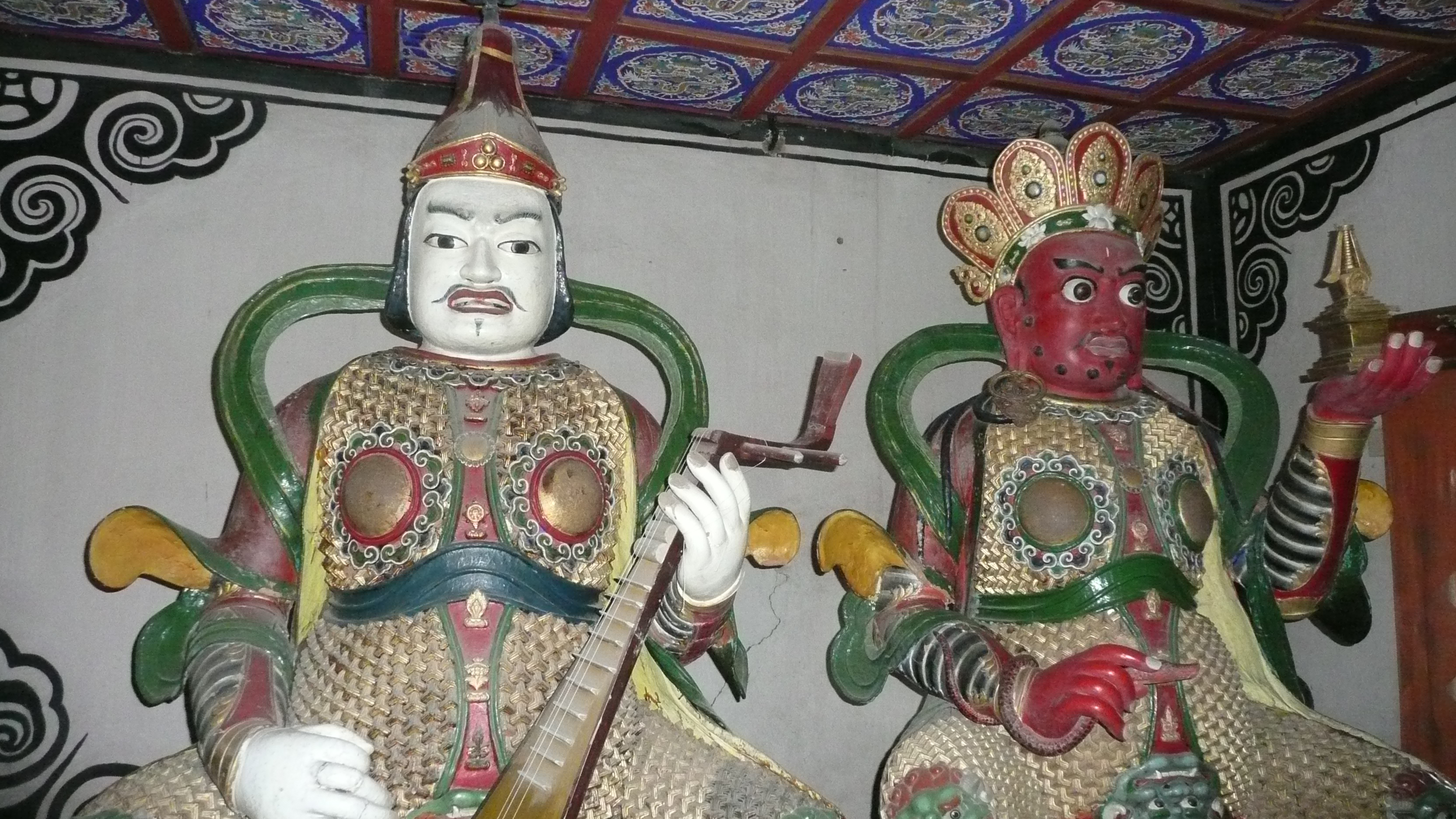
Статуи Дхритараштры и Вирупакши во дворце-музее Богдо-гэгэна (Улан-Батор)

Четыре Небесных Царя — в буддизме — четыре бога-хранителя, каждый из которых оберегает одну из четырёх сторон света. Собирательно их называют в разных языках следующим образом:
- Санскрит — Дэвараджа (IAST: Devarāja) — «царь богов» или Локапала — «страж мира».
- Китайский — Сы тяньван (кит. 四天王, пиньинь Sì Tiānwáng, палл. Сы Тяньван) — «четыре небесных царя»
- Корейский — Чхонван (кор. 천왕?, 天王?, Cheonwang) — «небесный царь»
- Японский — Си тэнно (яп. 四天王) — «четыре небесных царя».
- Тибетский  — Гьялчен Жи (тиб. རྒྱལ་་ཆེན་བཞི་, Вайли: rgyal chen bzhi, тиб. пиньинь: Gyalqenxi) — «четыре великих царя».
- Монгольский — Дурвэн махранз (монг. дөрвөн махранз) — «Четверо махараджей»; Дурвэн их хан (монг. дөрвөн их хаан) — «Четверо великих ханов»

## Чатурмахараджика
Их местопребывание Чатурмахараджика (санскр. Cāturmahārājika, пали Cātummahārājika) находится на склонах горы Сумеру, этот мир является самым низким из местопребываний богов в буддийской космологии. Обитатели этого мира живут в воздухе вокруг горы. Царей зовут Вирудхака, Дхритараштра, Вирупакша, а их предводителя зовут Вайшравана.
В этом мире живут также боги, сопровождающие Солнце и Луну, а также подчинённые королям существа — карлики-кумбханды (IAST: Kumbhāṇḍas), гандхарвы (IAST: Gandharva), наги (змеи или драконы) и якши (IAST: Yakṣas).
Четыре Небесных Царя являются защитниками мира и борцами со злом, каждый имеет в распоряжении легион сверхъестественных существ для защиты дхармы. Они охраняют четыре континента, и не пускают асуров в высшие миры богов.

## Сводная таблица
| Имя на Санскрите       | IAST: Vaiśravaṇa (Kubera) | IAST: Virūḍhaka                        | IAST: Dhṛtarāṣṭra                           | IAST: Virūpākṣa                 |
| ---------------------- | ------------------------- | -------------------------------------- | ------------------------------------------- | ------------------------------- |
| Имя на пали            | IAST: Vessavaṇa (Kuvera)  | IAST: Virūḷhaka                        | IAST: Dhataraṭṭha                           | Virūpakkha                      |
| Значение               | «Всеслышаший»             | «Выращивающий» или «Покровитель роста» | «Управляющий Землёй» или «Смотритель земли» | «Всевидящий»                    |
| Традиционный китайский | 多聞天 Довэньтянь         | 增長天 Цзэнчантянь                     | 持國天 Чиготянь                             | 廣目天 Гуанмутянь               |
| Упрощённый китайский   | 多闻天                    | 增长天                                 | 持国天                                      | 广目天                          |
| Пиньинь                | Duō Wén Tiān              | Zēng Cháng Tiān                        | Chí Guó Tiān                                | Guăng Mù Tiān                   |
| Корейский              | Damun Cheonwang 다문천왕  | Jeungjang Cheonwang 증장천왕           | Jiguk Cheonwang 지국천왕                    | Gwangmok Cheonwang 광목천왕     |
| Японский               | 多聞天 или 毘沙門         | 増長天                                 | 持國天 или 治國天                           | 廣目天                          |
| Японский               | Тамонтэн или Бисямон      | Дзотётэн                               | Дзикокутэн                                  | Комокутэн                       |
| Тибетский              | rnam thos sras (Намтосе)  | 'phags skyes po (Пагджепо)             | yul 'khor srung (Юлкорсрун)                 | spyan mi bzang (Ченмизан)       |
| Монгольский            | Намсрай                   | Пагжийбуу                              | Юлхорсүрэн                                  | Жамийсан                        |
| Цвет                   | Жёлтый                    | Голубой                                | Белый                                       | Красный                         |
| Символ                 | Зонт, мангуст             | Меч                                    | Пипа                                        | Змея, маленькая ступа, раковина |
| Последователи          | якши                      | карлики (кумбханды)                    | гандхарвы                                   | наги                            |
| Направление            | Север                     | Юг                                     | Восток                                      | Запад                           |

Миром Четырёх Небесных Царей управляет Шакра (кит. 帝釈天), царь дэвов, обитающий среди Тридцати трёх богов. На 8-й, 14-й и 15-й дни каждого лунного месяца Четыре Небесных Царя спускаются с небес или посылают гонцов для наблюдения за моралью и доблестью в мире людей. Потом они докладывают на собрании дэвов.
По приказу Шакры Четыре Царя выставляют охранников для защиты обители богов от асуров, которые пытаются отнять у богов их земли или уничтожить их царство. Четыре Небесных Царя приняли клятву защищать Будду и дхарму от зла и опасностей.

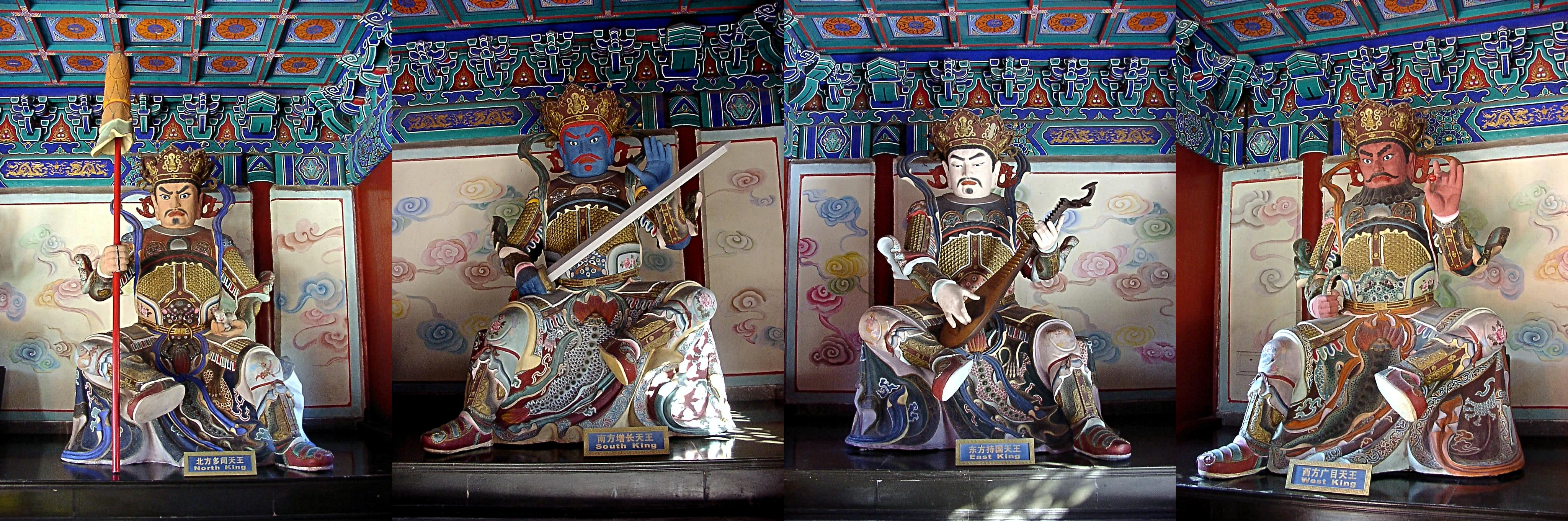
Статуи Четырёх Небесных Царей. Слева направо: Вайшравана, Вирудхака, Дхиртараштра, Вирупакша

Согласно Васубандху, дэвы, рождённые в Чатурмахараджике, ростом в четверть кроши (около 250 м). Они живут пятьсот лет, один день их жизни равен 50 годам нашего мира; таким образом они живут 9 миллионов наших лет (сарвастивада), (по другим источникам 90,000 лет (вибхаджьявада)). Этот мир находится на высоте 40 йоджан над уровнем моря.
В китайском языке это местопребывание называется «Fēng Tiáo Yǔ Shùn» (風調雨順 / 风调雨顺), что переводится как «хороший климат». Эта мнемоника напоминает символику. В частности «Fēng» (ветер) звучит одинаково с иероглифом «остриё» (鋒/锋), что соответствует мечу. «Tiáo» имеет смысл «настраивать», и соответствует музыкальному инструменту. «Yǔ» означает «дождь» и соответствует зонту. «Shùn» (следовать) произносится также, как тёмно-красный, что ассоциируется с китайским драконом (赤龙). Символы ассоциируются также к последователям королей — волшебным существам.
Изображения Четырёх Небесных Царей очень популярны на воротах буддийских храмов как в тибетском регионе, так и на Дальнем Востоке. Они защищают храмы и не дают проникнуть в храм агрессии и склокам, присущим асурам.